# 于纳克
于纳克（法語：Unac，法語發音：[ynak]）是法国阿列日省的一个市镇，属于富瓦区。

## 地理
于纳克（42°45'40"N, 1°46'30"E）面积2.65 平方千米，位于法国奧克西塔尼大區阿列日省，该省份为法国西南部内陆省份，西部和北部与上加龙省接壤，东临奥德省，东南至东比利牛斯省接壤，南与安道尔和西班牙接壤。
与于纳克接壤的市镇（或旧市镇、城区）包括：贝斯蒂亚克、吕兹纳克、佩尔勒和卡斯特莱、蒂尼亚克、韦尔诺。

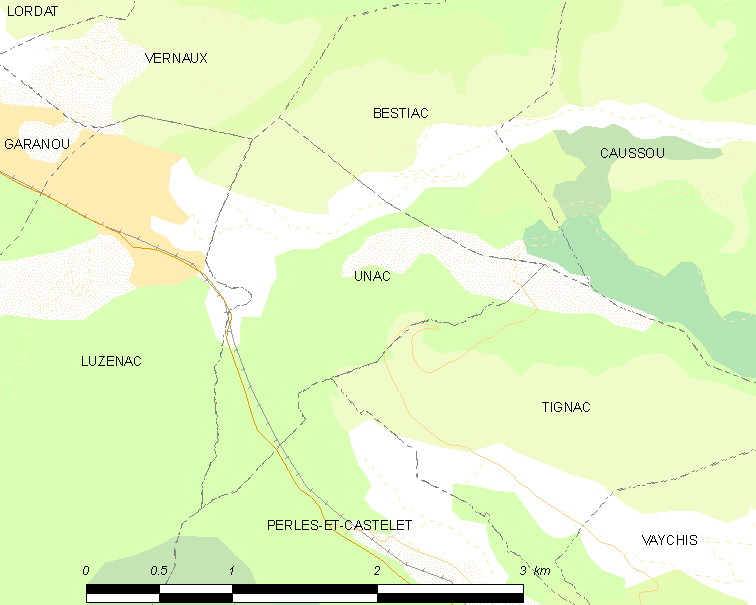
于纳克的OSM定位图

于纳克的时区为UTC+01:00、UTC+02:00（夏令时）。

## 行政
于纳克的邮政编码为09250，INSEE市镇编码为09318。

## 政治
于纳克所属的省级选区为上阿列日县。

## 人口

1962-2008年间于纳克人口变化图示

于纳克于2022年1月1日时的人口数量为127人。